# Ratkóczy Nándor
Ratkóczy Nándor, születési és 1909-ig használt nevén Reisch Nándor, 1909 és 1932 között Ratkóczi Nándor (Pécs, 1891. május 9. – Budapest, 1977. május 27.) radiológus, egyetemi tanár, az orvostudományok kandidátusa (1952), doktora (1955).

## Élete
Reisch János és ratkóczi Skaritza Anna (1868–1955) fiaként született. A Ciszterci Rend Pécsi Római Katolikus Főgimnáziumában érettségizett (1909). Felsőfokú tanulmányait a Budapesti Tudományegyetem Orvostudományi Karán végezte, ahol 1914-ben avatták orvosdoktorrá. Egyetemi hallgatóként az I. sz. Anatómiai Intézet gyakornoka (1911–1914) volt Lenhossék Mihály mellett. 1914 és 1916 között a Korányi-klinika Röntgenlaboratóriumának gyakornoka, 1916 és 1922 között a II. sz. Röntgenintézet, majd 1922-től a III. sz. Belgyógyászati Klinikán tanársegéd.
Az első világháború (1914–1918) idején a 16. helyőrségi kórház tartalékos segédorvosa volt. Számos kitüntetésben részesült. Az ellenséggel szemben tanúsított kitűnő és önfeláldozó szolgálataiért megkapta a koronás arany érdemkeresztet a vitézségi érem szalagján elismerést, továbbá a Signum Laudist és a Károly-csapatkeresztet.
1926-ban a röntgendiagnosztika és terápia című tárgykörből magántanárrá habilitálták. 1927-ben kinevezték a Röntgen-laboratórium vezetőjévé. 1932-ben címzetes rendkívüli, 1942-től nyilvános rendkívüli tanár a budapesti Pázmány Péter Tudományegyetem Orvostudományi Karának Röntgen tanszékén. 1940-ben egészségügyi főtanácsosi kinevezést kapott. 1942 júliusában átvette a nyugalomba vonult Kelen Béla professzortól a Röntgen-osztály vezetését és az addig az osztály helyéül szolgáló, „A” jelű pavilonba költöztette a röntgen tanszék egy részét. A második világháború alatt jelentősen megrongálódott épületbe 1947-ben költözött vissza újból a tanszék, s innentől kezdve röntgenklinikaként működött, melyet nyugalomba vonulásáig, 1962-ig vezetett. Időközben (1951) megalakult az egyetem Orvostudományi Karából a Budapesti Orvostudományi Egyetem, melynek a Röntgenklinika is része lett. 1956 és 1962 között klinikai állása mellett az Országos Röntgen- és Sugárfizikai Intézet igazgatója, 1962-től haláláig a Röntgenklinika tudományos munkatársa volt.
Számos tanulmánya jelent meg magyar, német, angol és amerikai orvosi szaklapokban, főleg a gyomor diagnosztika és a röntgensugárzás elleni védekezés témaköréből.
1945 és 1953 között a Radiológus Szakcsoport, 1953-tól a Magyar Radiológus Társaság tiszteletbeli örökös elnöke.
A Budapesti Orvosi Újság, az Orvosok Lapja szerkesztőbizottságának tagja, a Magyar Radiológia című folyóirat főszerkesztője.
A pécsi köztemetőben nyugszik.

### Családja
Felesége Ertl Magdolna (1897–1987) volt, Ertl János gyáros, országgyűlési képviselő és Bésán Kornélia lánya.
Gyermekei:
- Ratkóczy Magdolna Lívia (1921. október 12. –?), férje Binder László György (1908–1993) orvos, egyetemi docens (házasok 1942-től).
- Ratkóczy Nándor (1922. december 6. – 2011. április 17.). Felesége Minerva Suazoreyes (1931–).

## Főbb művei
- A gyomor normális helyzete. (Orvosi Hetilap, 1924, 23.)
- Belgyógyászati röntgendiagnosztika (Budapest, 1925)
- Compressiós ischiasok. (Orvosi Hetilap, 1925, 7.)
- Az influenzás megbetegedések röntgenezése. (Orvosi Hetilap, 1927, 4.)
- Az orvosi radiológia oktatásának kérdése külföldön és hazánkban. (Orvosképzés, 1930, 3.)
- Izületi megbetegedések Röntgen-diagnostikája. (Orvosképzés, 1931, 1.)
- A rák röntgenkezeléséről. (Orvosképzés, 1931, 5.)
- A tüdőtuberculosis röntgendiagnostikája. (Orvosi Hetilap, 1931, 31.)
- Röntgenártalmak. (Orvosi Hetilap, 1934, 17.)
- Az epeutak röntgendiagnostikája. (Orvosi Hetilap, 1937, 29.)
- A lymohogranulomatosis kór- és gyógytana (Budapest, 1938)
- Röntgenképek olvasása és értékelése a csontok diagnostikájában. (Orvosi Hetilap, 1940, 51.)
- A röntgenégésekről. (Orvosképzés, 1943, 7.)
- A rheumás betegségek röntgendiagnostikája. (Orvosképzés, 1944, 1.)
- Beszámoló párisi és svájci utamról. (Orvosok Lapja, 1947, 10.)
- Röntgenologia (I–II., Budapest, 1948)
- Korai diagnózis kérdései a röntgenes szempontjából. (MTA Orvosi Tudományok Osztályának Közleményei, 1951)
- Az orvos felelőssége az ionizációs sugarak alkalmazásakor. (Orvosi Hetilap, 1958, 37.)
- Radiológia (Budapest, 1959)
- A malignus lymphocytomák therápiája. (Orvosi Hetilap, 1959, 49.
- A vér és vérképzőszervek daganatszerű megbetegedéseinek terápiája. (Orvosi Hetilap, 1961, 9.)
- A gyomor-röntgendiagnosztika alakulásai. (Magyar Belorvosi Archivum, 1966, 3.)
- A magyar röntgenológia bibliographiája (1896–1912) (Budapest, 1974)

## Díjai, elismerései
- Magyar Koronás Bronzérem (1942)
- Kiváló orvos (1957)
- Munka Érdemrend arany fokozata (1962)
- Oktatásügy Kiváló Dolgozója (1962)

## Emlékezete
- Ratkóczy-pavilon
- Bronz dombormű a SOTE Elméleti Tömb aulájában